# Campeonato Mundial Femenino de Ajedrez 2023
El 44º Campeonato mundial femenino de ajedrez se desarrolló en julio de 2023 en las ciudades de Shanghái y Chongqing. Esta edición enfrentó a la campeona del mundo Ju Wenjun contra Lei Tingjie, ganadora del Torneo de candidatas. Esta edición Ju defendió nuevamente su título

## Torneo de Candidatas
El Torneo de candidatas se desarrolló mediante un torneo de llaves donde 8 jugadoras se enfrentaron para decidir a la retadora del título. Las jugadoras fueron divididas en dos grupos de 4 jugadoras, donde el primer grupo jugó entre el 25 de octubre y el 6 de noviembre en Montecarlo, mientras que el segundo grupo lo hizo entre el 28 de noviembre y el 11 de diciembre en Jiva.
Las vencedoras de ambos grupos se enfrentaron en una final en Chongqing. a seis partidas que determinó a la retadora de Ju
| Jugadora               | Rating | Grupo |
| ---------------------- | ------ | ----- |
| Humpy Koneru           | 2586   | A     |
| Mariya Muzychuk        | 2539   | A     |
| Lei Tingjie            | 2535   | A     |
| Anna Muzychuk          | 2531   | A     |
| Aleksandra Goryachkina | 2610   | B     |
| Katerina Lagno         | 2550   | B     |
| Tan Zhongyi            | 2525   | B     |
| Aleksandra Kosteniuk   | 2516   | B     |

### Grupo A
|  | Semifinales     | Semifinales |    |  | Final         | Final |  |
|  |                 |             |    |  |               |       |  |
|  |                 |             |    |  |               |       |  |
|  | Anna Muzychuk   | 4½          |    |  |               |       |  |
|  | Humpy Koneru    | 3½          |    |  |               |       |  |
|  |                 |             |    |  |               |       |  |
|  |                 |             |    |  |               |       |  |
|  |                 |             |    |  | Anna Muzychuk | 1½    |  |
|  |                 | Lei Tingjie | 2½ |  |               |       |  |
|  |                 |             |    |  |               |       |  |
|  |                 |             |    |  |               |       |  |
|  |                 |             |    |  |               |       |  |
|  |                 |             |    |  |               |       |  |
|  | Lei Tingjie     | 2½          |    |  |               |       |  |
|  | Mariya Muzychuk | 1½          |    |  |               |       |  |

### Grupo B
|  | Semifinales            | Semifinales |    |  | Final                  | Final |  |
|  |                        |             |    |  |                        |       |  |
|  |                        |             |    |  |                        |       |  |
|  | Aleksandra Goryachkina | 2½          |    |  |                        |       |  |
|  | Aleksandra Kosteniuk   | 1½          |    |  |                        |       |  |
|  |                        |             |    |  |                        |       |  |
|  |                        |             |    |  |                        |       |  |
|  |                        |             |    |  | Aleksandra Goryachkina | 1½    |  |
|  |                        | Tan Zhongyi | 2½ |  |                        |       |  |
|  |                        |             |    |  |                        |       |  |
|  |                        |             |    |  |                        |       |  |
|  |                        |             |    |  |                        |       |  |
|  |                        |             |    |  |                        |       |  |
|  | Katerina Lagno         | 3½          |    |  |                        |       |  |
|  | Tan Zhongyi            | 4½          |    |  |                        |       |  |

### Final
|             | Rtg. | 1 | 2 | 3 | 4 | 5 | 6 | Total |
| ----------- | ---- | - | - | - | - | - | - | ----- |
| Tan Zhongyi | 2526 | 1 | 0 | ½ | 0 | 0 |   | 1½    |
| Lei Tingjie | 2545 | 0 | 1 | ½ | 1 | 1 |   | 3½    |

## Final
El Campeonato del mundo se disputó mediante un encuentro a 12 partidas donde la primera jugadora en obtener 6½ puntos sería consagrada campeona. En caso de empate 6 a 6, se procedería a jugar 4 partidas rápidas a modo de desempate.
|             | Rtg. | 1 | 2 | 3 | 4 | 5 | 6 | 7 | 8 | 9 | 10 | 11 | 12 | Total |
| ----------- | ---- | - | - | - | - | - | - | - | - | - | -- | -- | -- | ----- |
| Ju Wenjun   | 2564 | ½ | ½ | ½ | ½ | 0 | ½ | ½ | 1 | ½ | ½  | ½  | 1  | 6½    |
| Lei Tingjie | 2554 | ½ | ½ | ½ | ½ | 1 | ½ | ½ | 0 | ½ | ½  | ½  | 0  | 5½    |